# جيمس فورسيث
جيمس فورسيث (بالإنجليزية: James Forsyth)‏ هو شخصية أعمال أمريكي، ولد في 8 سبتمبر 1817، وتوفي في 10 أغسطس 1886.